# Montenegro beim Eurovision Song Contest
Teilnehmende Rundfunkanstalt

Erste Teilnahme
2007
Anzahl der Teilnahmen
13 (Stand 2025)
Höchste Platzierung
13 (2015)
Höchste Punktzahl
63 (2014 SF)
Niedrigste Punktzahl
12 (2025 SF)
Punkteschnitt (seit erstem Beitrag)
40,36 (Stand 2019)
Punkteschnitt pro abstimmendem Land im 12-Punkte-System
0,78 (Stand 2019)
Dieser Artikel beschäftigt sich mit der Geschichte Montenegros als Teilnehmer am Eurovision Song Contest. Nach der Unabhängigkeit 2006 gab Radio i Televizija Crne Gore (RTCG) 2007 sein Debüt beim Wettbewerb. Das beste montenegrinische Ergebnis war Platz 13 2015.

## Teilnahme vor 2007
Montenegro nahm von 1961 bis 1992 als Teil von Jugoslawien sowie 2004 und 2005 als Teil von Serbien und Montenegro am Eurovision Song Contest teil. Dabei stellte der montenegrinische Sender folgende Beiträge:
- 1983 – Daniel: Džuli, 4. Platz
- 1984 – Vlado & Izolda: Ciao amore, 18. Platz
- 2005 – No Name: Zauvijek moja, 7. Platz

## Regelmäßigkeit der Teilnahme und Erfolge im Wettbewerb

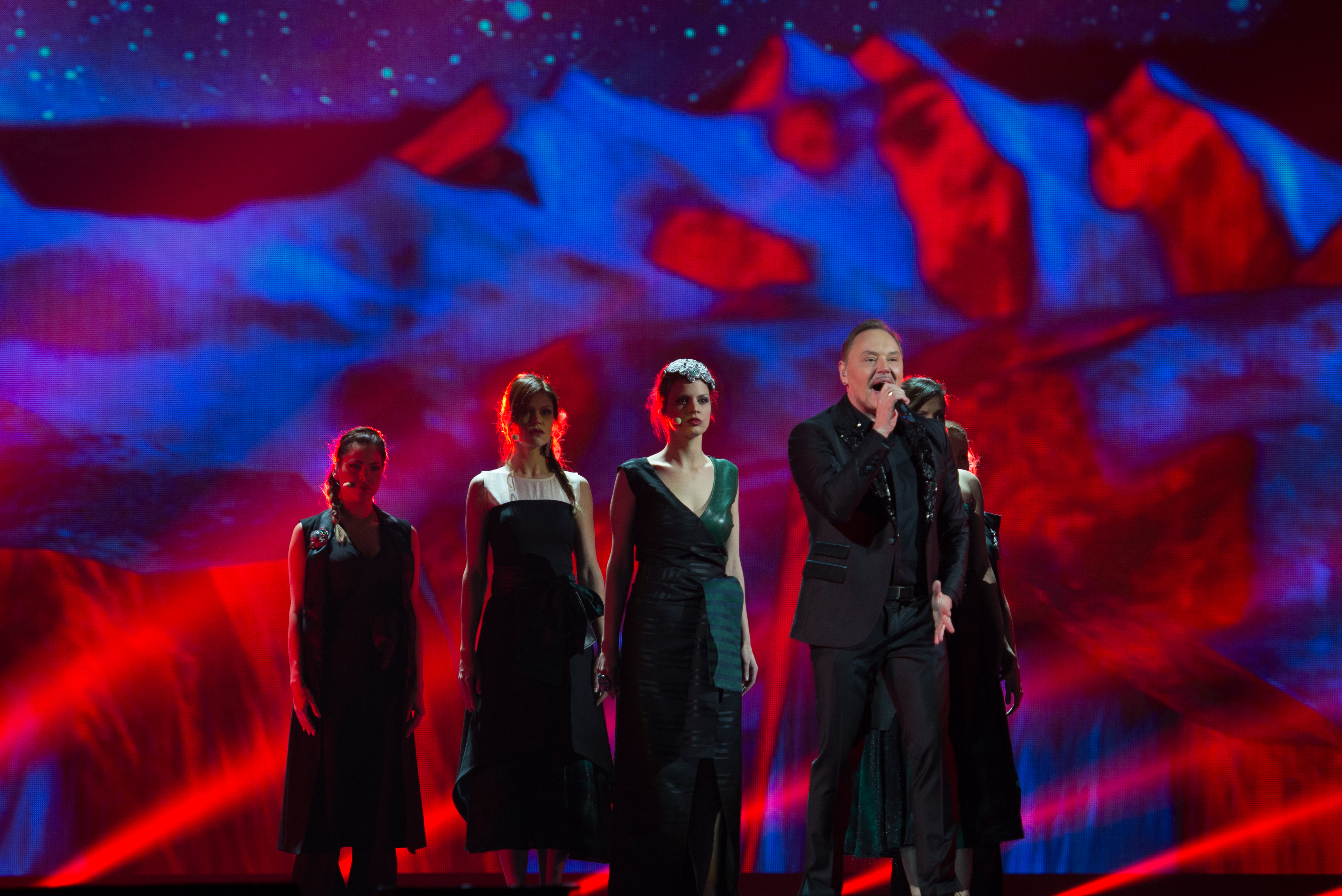
Knez, der Montenegro 2015 vertrat, ist bisher erfolgreichster Teilnehmer des Landes

Nach der Auflösung des Staates Serbien und Montenegro nahm Montenegro erstmals 2007 als eigener Staat teil. Das Debüt war allerdings wenig erfolgreich. Schließlich konnte sich Stevan Faddy nicht für das Finale qualifizieren. Auch 2008 scheiterte Stefan Filipović deutlich an der Qualifikation für das Finale. 2009 hingegen verpasste Andrea Demirović mit Platz 11 im Halbfinale nur knapp die Qualifikation für das Finale. 2010 zog sich der montenegrinische Rundfunk (RTCG) aus finanziellen Gründen vom Eurovision Song Contest zurück. 2011 hatte sich RTCG zunächst auf die provisorische Teilnehmerliste setzen lassen, stornierte die Teilnahme aber ebenfalls aus finanziellen Gründen. Erst 2012 kehrte Montenegro zum Wettbewerb zurück.
Aber auch die Rückkehr 2012 war wenig erfolgreich. Rambo Amadeus landete nur auf Platz 15 im Halbfinale und verpasste damit das Finale. Auch Who See feat. Nina Žižić 2013 schieden bereits im Halbfinale aus. 2014 folgte dann Montenegros erster Erfolg im Wettbewerb. Sergej Ćetković schaffte es als erster montenegrinischer Interpret, sich für das Finale zu qualifizieren. Mit Platz 19 im Finale holte er dann Montenegros bis dahin bestes Ergebnis. 2015 war Montenegro allerdings noch erfolgreicher. Auch Knez konnte sich für das Finale qualifizieren und holte mit Platz 13 im Finale das bisherige beste Ergebnis Montenegros beim Wettbewerb. 2016 konnte die Band Highway diesen Erfolg allerdings nicht fortsetzen. Montenegro schied zum ersten Mal seit 2013 wieder im Halbfinale aus. Auch die Beiträge von 2017, 2018 und 2019 konnten sich nicht für das Finale qualifizieren und landeten im Halbfinale jeweils nur auf Platz 16. Nach diesen Misserfolgen zog sich Montenegro aufgrund von Erfolglosigkeit sowie aus finanziellen Gründen vom Wettbewerb 2020 zurück. Auch 2021 verzichtete der Balkanstaat auf eine Teilnahme. 2022 kehrte man dann wieder zum Wettbewerb zurück. Auch 2022 scheiterte man wie in den Vorjahren an einer Finalteilnahme und belegte im Halbfinale einen vorletzten Platz. Im Jahr 2023 zog sich Montenegro aus finanziellen Gründen erneut vom Wettbewerb zurück. Auch 2024 verzichtete Montenegro auf eine Teilnahme. 2025 schied man dann zum zehnten Mal im Halbfinale aus - der letzte Platz mit 12 Punkten stellt das bislang schlechteste Ergebnis des Landes beim ESC dar.
Demnach landete nur einer der 13 Beiträgen in der linken Tabellenhälfte. Zudem schied das Land bereits zehnmal im Halbfinale aus, wurde einmal Letzter. Nur zwei Beiträge landeten im Finale (2014 und 2015), alle anderen schieden aus. Mit nur zwei durchschnittlich erfolgreichen Finalteilnahmen gehört Montenegro zu den erfolglosesten Ländern im Wettbewerb.

## Liste der Beiträge
Farblegende:
– 1. Platz. 
– 2. Platz. 
– 3. Platz. 
– Punktgleichheit mit dem letzten Platz.
– ausgeschieden im Halbfinale/in der Qualifikation/im osteuropäischen Vorentscheid.
– keine Teilnahme/nicht qualifiziert.
| Jahr        | Interpret                                         | Titel Musik (M) und Text (T)                                                                                                | Sprache                            | Übersetzung                        | Finale                   | Finale                   | Halbfinale/ Qualifikation | Halbfinale/ Qualifikation | Nationaler Vorentscheid  |
| Jahr        | Interpret                                         | Titel Musik (M) und Text (T)                                                                                                | Sprache                            | Übersetzung                        | Platz                    | Punkte                   | Platz                     | Punkte                    | Nationaler Vorentscheid  |
| ----------- | ------------------------------------------------- | --- | ---------------------------------- | ---------------------------------- | ------------------------ | ------------------------ | ------------------------- | ------------------------- | ------------------------ |
| 2007        | Stevan Faddy Стеван Феди                          | Ajde, kroči M: Slaven Knezović; T: Milan Perić                                                                              | Montenegrinisch                    | Komm, steh auf                     | Ausgeschieden            | Ausgeschieden            | 23 / 28                   | 33                        | MontenegroSong 2007      |
| 2008        | Stefan Filipović Стефан Филиповић                 | Zauvijek volim te M: Grigor Koprov; T: Ognen Nedelkovski                                                                    | Montenegrinisch                    | Ich liebe dich für immer           | Ausgeschieden            | Ausgeschieden            | 14 / 19                   | 23                        | MontenegroSong 2008      |
| 2009        | Andrea Demirović Андреа Демировић                 | Just Get Out of My Life M: Ralph Siegel; T: Bernd Meinunger, Jose Juan Santana Rodriguez                                    | Englisch                           | Geh einfach aus meinem Leben raus! | Ausgeschieden            | Ausgeschieden            | 11 / 18                   | 44                        | interne Auswahl          |
| 2010 – 2011 | Auf Teilnahme verzichtet                          | Auf Teilnahme verzichtet | Auf Teilnahme verzichtet           | Auf Teilnahme verzichtet           | Auf Teilnahme verzichtet | Auf Teilnahme verzichtet | Auf Teilnahme verzichtet  | Auf Teilnahme verzichtet  | Auf Teilnahme verzichtet |
| 2012        | Rambo Amadeus                                     | Euro Neuro M/T: Rambo Amadeus                                                                                               | Englisch, Montenegrinisch, Deutsch | Euro Neuro                         | Ausgeschieden            | Ausgeschieden            | 15 / 18                   | 20                        | interne Auswahl          |
| 2013        | Who See feat. Nina Žižić Who See feat. Нина Жижић | Igranka M: Đorđe Miljenović (Wikluh Sky); T: Dejan Dedović (Dedduh), Mario Đorđević (Noyz), Djordje Miljenovic (Wikluh Sky) | Montenegrinisch                    | Tanz                               | Ausgeschieden            | Ausgeschieden            | 12 / 16                   | 41                        | interne Auswahl          |
| 2014        | Sergej Ćetković Сергеј Ћетковић                   | Moj svijet M: Sergej Ćetković; T: Sergej Ćetković, Emina Jahović                                                            | Montenegrinisch                    | Meine Welt                         | 19 / 26                  | 37                       | 7 / 16                    | 63                        | interne Auswahl          |
| 2015        | Knez Кнез                                         | Adio M: Željko Joksimović; T: Marina Tucaković, Dejan Ivanovic                                                              | Montenegrinisch                    | Abschied                           | 13 / 27                  | 44                       | 9 / 17                    | 57                        | interne Auswahl          |
| 2016        | Highway                                           | The Real Thing M/T: Srdjan Sekulovic Skansi, Luka Vojvodić, Maro Market; T: Srdjan Sekulovic Skansi                         | Englisch                           | Die echte Sache                    | Ausgeschieden            | Ausgeschieden            | 13 / 18                   | 60                        | interne Auswahl          |
| 2017        | Slavko Kalezić Славко Калезић                     | Space M: Adis Eminić, Iva Boršić, Momcilo Zekovic Zeko; T: Momčilo Zeković Zeko                                             | Englisch                           | Weltraum                           | Ausgeschieden            | Ausgeschieden            | 16 / 18                   | 56                        | interne Auswahl          |
| 2018        | Vanja Radovanović Вања Радовановић                | Inje M/T: Vanja Radovanović                                                                                                 | Montenegrinisch                    | Raureif                            | Ausgeschieden            | Ausgeschieden            | 16 / 18                   | 40                        | Montevizija 2018         |
| 2019        | D mol                                             | Heaven M: Dejan Božović; T: Aleksandar Miličić                                                                              | Englisch                           | Himmel                             | Ausgeschieden            | Ausgeschieden            | 16 / 17                   | 46                        | Montevizija 2019         |
| 2020 – 2021 | Auf Teilnahme verzichtet                          | Auf Teilnahme verzichtet | Auf Teilnahme verzichtet           | Auf Teilnahme verzichtet           | Auf Teilnahme verzichtet | Auf Teilnahme verzichtet | Auf Teilnahme verzichtet  | Auf Teilnahme verzichtet  | Auf Teilnahme verzichtet |
| 2022        | Vladana Владана                                   | Breathe M: Darko Dimitrov; T: Darko Dimitrov, Vladana Vučinić                                                               | Englisch                           | Atmen                              | Ausgeschieden            | Ausgeschieden            | 17 / 18                   | 33                        | interne Auswahl          |
| 2023 – 2024 | Auf Teilnahme verzichtet                          | Auf Teilnahme verzichtet | Auf Teilnahme verzichtet           | Auf Teilnahme verzichtet           | Auf Teilnahme verzichtet | Auf Teilnahme verzichtet | Auf Teilnahme verzichtet  | Auf Teilnahme verzichtet  | Auf Teilnahme verzichtet |
| 2025        | Nina Žižić Нина Жижић                             | Dobrodošli M: Boris Subotić; T: Violeta Mihajlovska, Boris Subotić                                                          | Montenegrinisch                    | Willkommen                         | Ausgeschieden            | Ausgeschieden            | 16 / 16                   | 12                        | Montesong 2024           |

## Nationale Vorentscheide
Der Großteil der montenegrinischen Beiträge wurde intern ausgewählt. Lediglich 2007, 2008, 2018 und 2019 fand eine nationale Vorentscheidung statt, die jeweils unter verschiedenen Formaten organisiert wurde.

### MontenegroSong (2007 und 2008)
2007 wurde der montenegrinische Beitrag in einer Vorentscheidung namens MontenegroSong gewählt. Er umfasste zehn Interpreten, entschieden wurde durch eine Telefonabstimmung. Auch 2008 entschied das Televoting über den Sieger der Veranstaltung, das Lied wurde allerdings im Gegensatz zu 2007 später durch eine senderinterne Jury gewählt.

### Montevizija
2018 fand am 17. Februar zum ersten Mal seit zehn Jahren im Rahmen der Montevizija wieder ein öffentlicher Vorentscheid mit fünf Beiträgen statt. Nach der ersten Runde, wurden drei Superfinalisten entschieden, wobei dann der Sieger zu 100 % vom Televoting bestimmt wurde. Auch 2019 wurde dieses System verwendet, allerdings gab es im Gegensatz zu 2018, wo alle Beiträge auf Montenegrinisch vorgestellt wurden, 2019 freie Sprachauswahl bei der Vorentscheidung.

## Sprachen
Der Großteil der montenegrinischen Beiträge wurden auf montenegrinischer Sprache vorgestellt. Lediglich 2009, 2016, 2017 und 2019 sang das Land komplett auf Englisch. 2012 wurde Euro Neuro auf Englisch gesungen, enthielt aber auch einige Zeilen auf Deutsch und Montenegrinisch.
Vom Beitrag 2008 Zauvijek volim te existiert auch eine englische Fassung namens Never Forget I Love You.

## Kommentatoren und Punktesprecher
| Jahr | Kommentator                        | Punktesprecher           |
| ---- | ---------------------------------- | ------------------------ |
| 2007 | Dražen Bauković & Tamara Ivanković | Vidak Latković           |
| 2008 | Dražen Bauković & Tamara Ivanković | Nina Radulović           |
| 2009 | Dražen Bauković & Tamara Ivanković | Jovana Vukčević          |
| 2010 | Dražen Bauković & Tamara Ivanković | Auf Teilnahme verzichtet |
| 2011 | Keine Übertragung                  | Auf Teilnahme verzichtet |
| 2012 | Dražen Bauković & Tamara Ivanković | Marija Marković          |
| 2013 | Dražen Bauković & Tamara Ivanković | Ivana Sebek              |
| 2014 | Dražen Bauković & Tamara Ivanković | Tijana Mišković          |
| 2015 | Dražen Bauković & Tijana Mišković  | Andrea Demirović         |
| 2016 | Dražen Bauković & Tijana Mišković  | Danijel Alibabić         |
| 2017 | Dražen Bauković & Tijana Mišković  | Tijana Mišković          |
| 2018 | Dražen Bauković & Ajda Šufta       | Nataša Šotra             |
| 2019 | Dražen Bauković & Tijana Mišković  | Ajda Šufta               |
| 2021 | Keine Übertragung                  | Auf Teilnahme verzichtet |
| 2022 | Dražen Bauković                    | Andrijana Vešović        |
| 2023 | Ivan Maksimović                    | Auf Teilnahme verzichtet |
| 2024 | Ivan Maksimović                    | Auf Teilnahme verzichtet |
| 2025 | Dražen Bauković                    | Marko Vukčević           |

## Punktevergabe
Folgende Länder erhielten die meisten Punkte von oder vergaben die meisten Punkte an Montenegro (Stand: 2025):
| Die meisten im Finale vergebenen Punkte | Die meisten im Finale vergebenen Punkte | Die meisten im Finale vergebenen Punkte |
| Platz                                   | Land                                    | Punkte                                  |
| --------------------------------------- | --------------------------------------- | --------------------------------------- |
| 1                                       | Serbien                                 | 138                                     |
| 2                                       | Albanien                                | 91                                      |
| 3                                       | Italien                                 | 78                                      |
| 4                                       | Russland                                | 70                                      |
| 5                                       | Ukraine                                 | 50                                      |

| Die meisten im Finale erhaltenen Punkte | Die meisten im Finale erhaltenen Punkte | Die meisten im Finale erhaltenen Punkte |
| Platz                                   | Land                                    | Punkte                                  |
| --------------------------------------- | --------------------------------------- | --------------------------------------- |
| 1                                       | Armenien                                | 20                                      |
| 2                                       | Slowenien                               | 17                                      |
| 3                                       | Nordmazedonien                          | 16                                      |
| 4                                       | Albanien                                | 12                                      |
| 4                                       | Serbien                                 | 12                                      |
| 5                                       | Aserbaidschan                           | 2                                       |
| 5                                       | Schweden                                | 2                                       |

| Die meisten insgesamt vergebenen Punkte | Die meisten insgesamt vergebenen Punkte | Die meisten insgesamt vergebenen Punkte |
| Platz                                   | Land                                    | Punkte                                  |
| --------------------------------------- | --------------------------------------- | --------------------------------------- |
| 1                                       | Serbien                                 | 234                                     |
| 2                                       | Russland                                | 123                                     |
| 3                                       | Albanien                                | 143                                     |
| 4                                       | Griechenland                            | 103                                     |
| 5                                       | Aserbaidschan                           | 094                                     |

| Die meisten insgesamt erhaltenen Punkte | Die meisten insgesamt erhaltenen Punkte | Die meisten insgesamt erhaltenen Punkte |
| Platz                                   | Land                                    | Punkte                                  |
| --------------------------------------- | --------------------------------------- | --------------------------------------- |
| 1                                       | Serbien                                 | 100                                     |
| 2                                       | Slowenien                               | 63                                      |
| 3                                       | Armenien                                | 44                                      |
| 4                                       | Albanien                                | 43                                      |
| 5                                       | Nordmazedonien                          | 40                                      |

### Vergaben der Höchstwertung
Seit 2007 vergab Montenegro die Höchstpunktzahl im Finale an acht verschiedene Länder, davon achtmal an Serbien. Im Halbfinale dagegen vergab Montenegro die Höchstpunktzahl an acht verschiedene Länder, davon sechsmal an Serbien.
| Höchstwertung (Finale) | Höchstwertung (Finale)   | Höchstwertung (Finale)   |
| Jahr                   | Land                     | Platz (Finale)           |
| ---------------------- | ------------------------ | ------------------------ |
| 2007                   | Serbien                  | 1                        |
| 2008                   | Serbien                  | 6                        |
| 2009                   | Bosnien und Herzegowina  | 9                        |
| 2010 2011              | Auf Teilnahme verzichtet | Auf Teilnahme verzichtet |
| 2012                   | Serbien                  | 3                        |
| 2013                   | Aserbaidschan            | 2                        |
| 2014                   | Ungarn                   | 5                        |
| 2015                   | Serbien                  | 10                       |
| 2016                   | Malta (J)                | 12                       |
| 2016                   | Serbien (T)              | 18                       |
| 2017                   | Griechenland (J)         | 19                       |
| 2017                   | Kroatien (T)             | 13                       |
| 2018                   | Serbien (J & T)          | 19                       |
| 2019                   | Serbien (J & T)          | 18                       |
| 2020 2021              | Auf Teilnahme verzichtet | Auf Teilnahme verzichtet |
| 2022                   | Serbien (J & T)          | 5                        |
| 2023 2024              | Auf Teilnahme verzichtet | Auf Teilnahme verzichtet |
| 2025                   | Griechenland (J)         | 6                        |
| 2025                   | Albanien (T)             | 8                        |

| Höchstwertung (Halbfinale) | Höchstwertung (Halbfinale)  | Höchstwertung (Halbfinale) |
| Jahr                       | Land                        | Platz (Halbfinale)         |
| -------------------------- | --------------------------- | -------------------------- |
| 2007                       | Serbien                     | 1                          |
| 2008                       | Bosnien und Herzegowina     | 9                          |
| 2009                       | Bosnien und Herzegowina     | 3                          |
| 2010 2011                  | Auf Teilnahme verzichtet    | Auf Teilnahme verzichtet   |
| 2012                       | Albanien                    | 2                          |
| 2013                       | Ukraine                     | 3                          |
| 2014                       | Albanien                    | 15                         |
| 2015                       | Slowenien                   | 5                          |
| 2016                       | Armenien (J)                | 2                          |
| 2016                       | Bosnien und Herzegowina (T) | 11                         |
| 2017                       | Griechenland (J)            | 10                         |
| 2017                       | Albanien (T)                | 14                         |
| 2018                       | Serbien (J & T)             | 9                          |
| 2019                       | Griechenland (J)            | 5                          |
| 2019                       | Serbien (T)                 | 7                          |
| 2020 2021                  | Auf Teilnahme verzichtet    | Auf Teilnahme verzichtet   |
| 2022                       | Schweden (J)                | 1                          |
| 2022                       | Serbien (T)                 | 3                          |
| 2023 2024                  | Auf Teilnahme verzichtet    | Auf Teilnahme verzichtet   |
| 2025                       | Serbien                     | 14                         |

## Verschiedenes
- Bis 2009 nahmen alle montenegrinischen Interpreten mindestens einmal an den vorherigen Vorentscheidungen Montenegros bzw. Serbien und Montenegros teil. Auch alle Komponisten waren bereits vorher im internationalen Wettbewerb mindestens einmal vertreten.
- Montenegro konnte sich nur für das Finale qualifizieren, wenn sowohl Portugal als auch Moldau ausgeschieden waren. Lediglich 2019, im Jahr der bisher letztmaligen Teilnahme Montenegros konnten sich Moldau, Portugal und Montenegro nicht qualifizieren
- Montenegro pausierte seit seiner erstmaligen Teilnahme immer in den Jahren mit der Endziffer 0 und 1.

## Impressionen

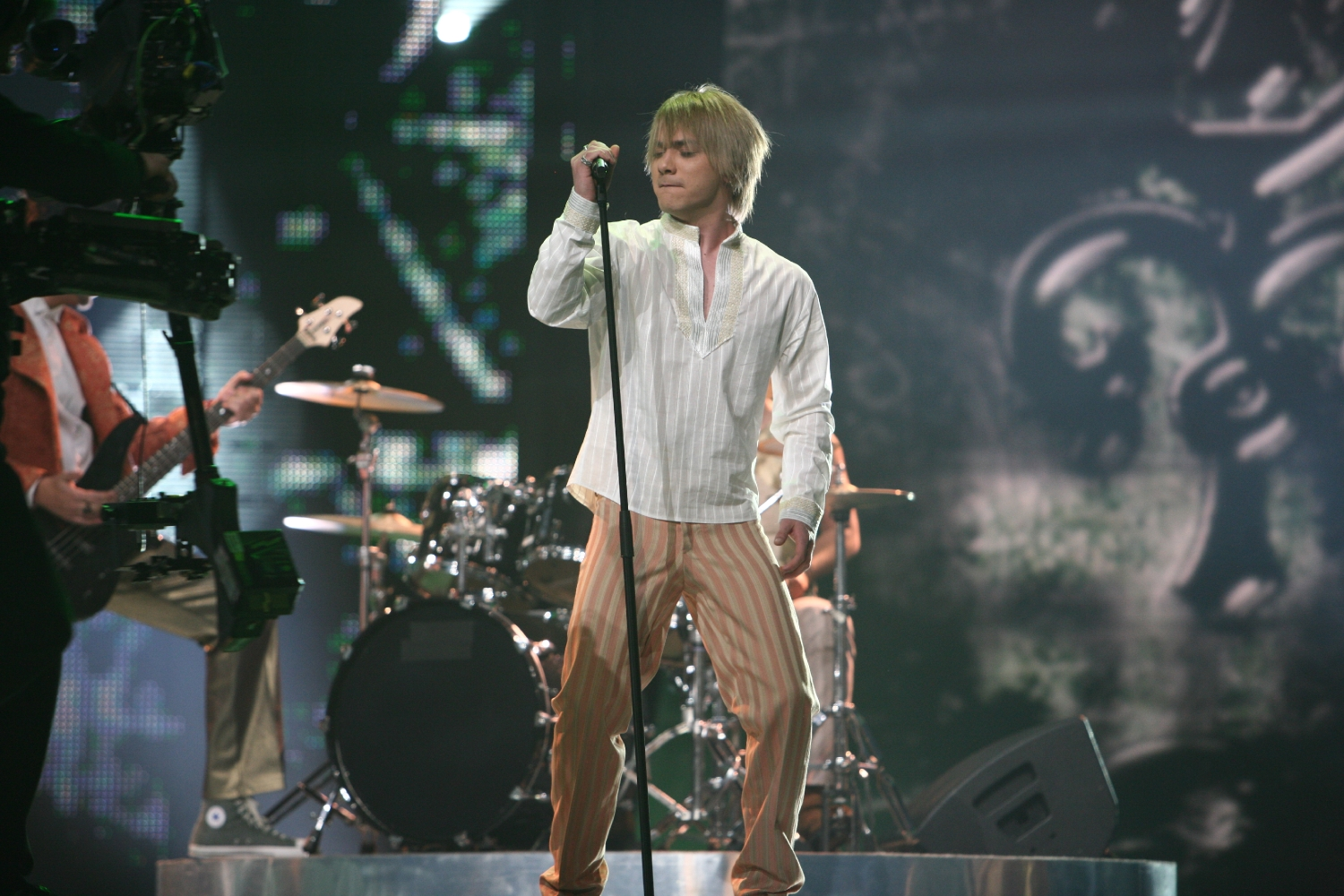
Stevan Faddy 2007
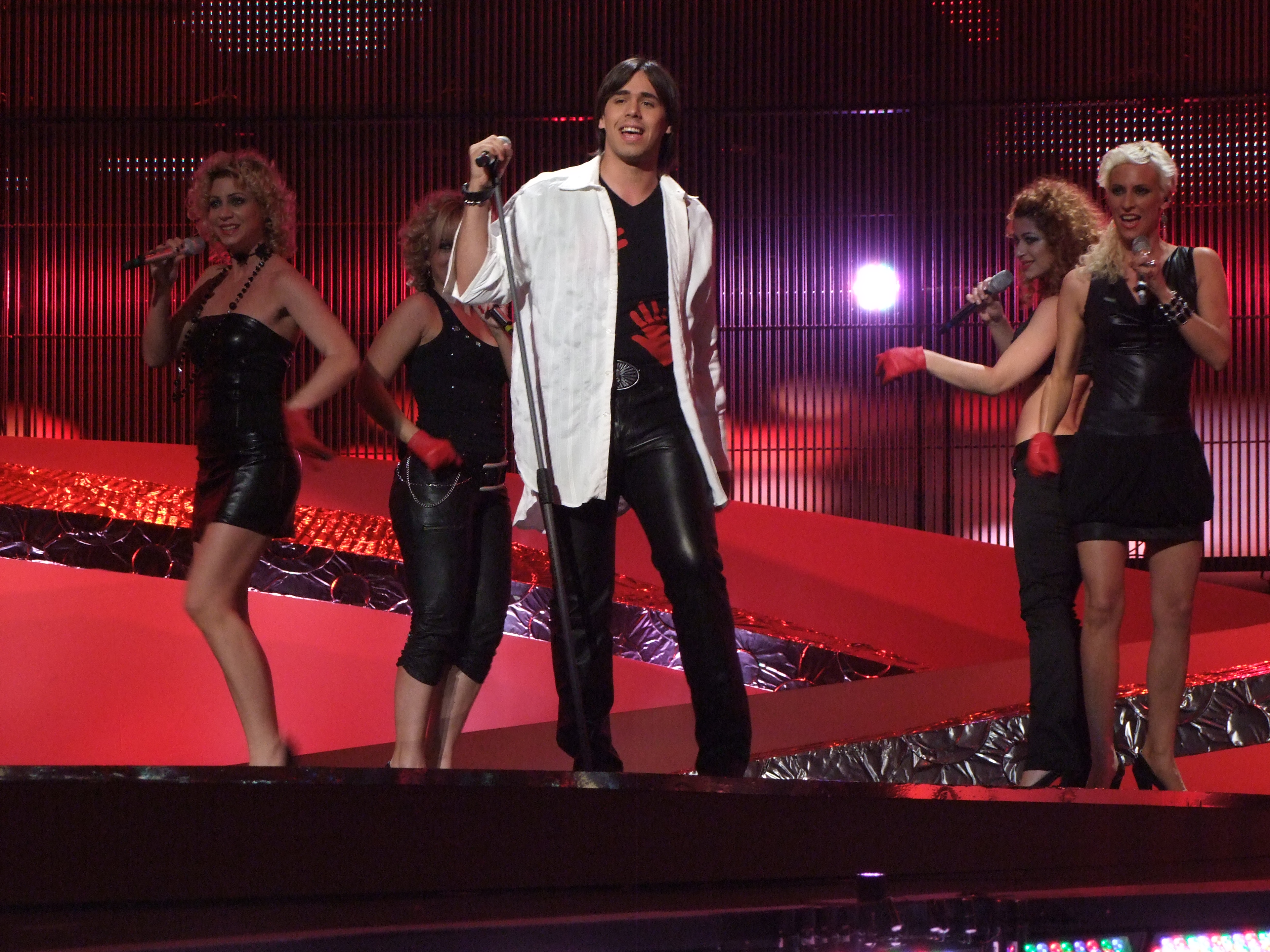
Stefan Filipović 2008
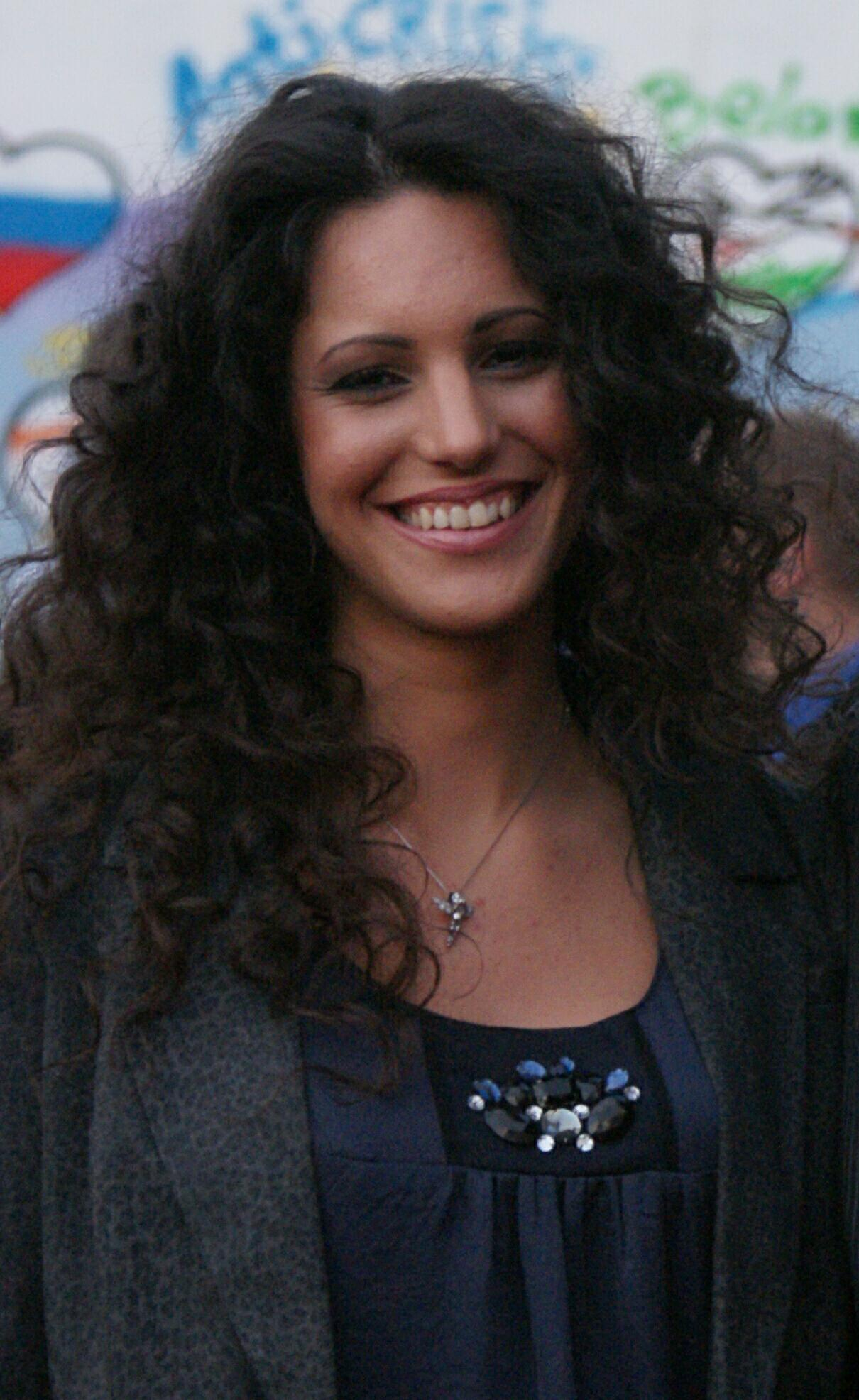
Andrea Demirović 2009
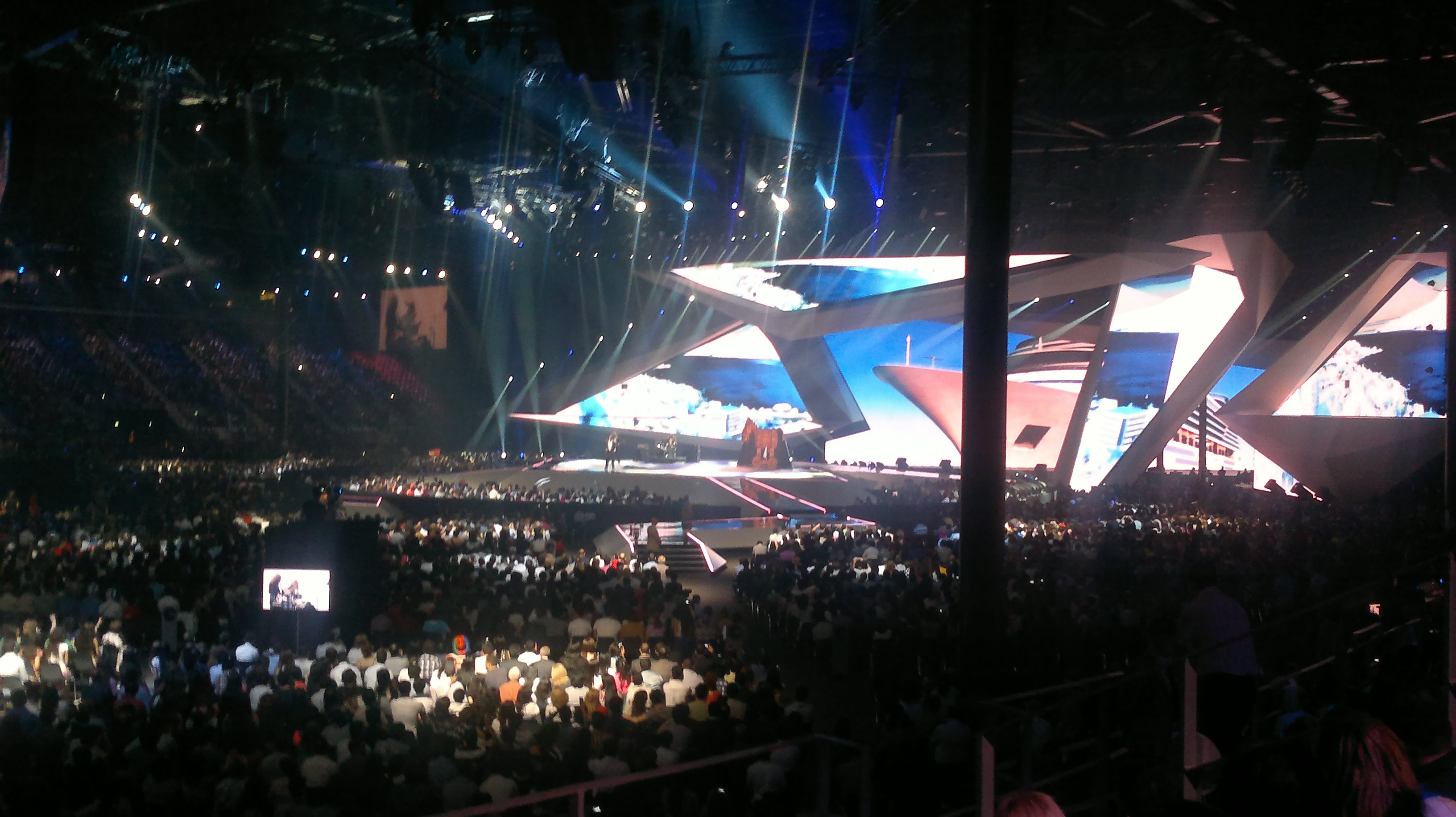
Rambo Amadeus 2012
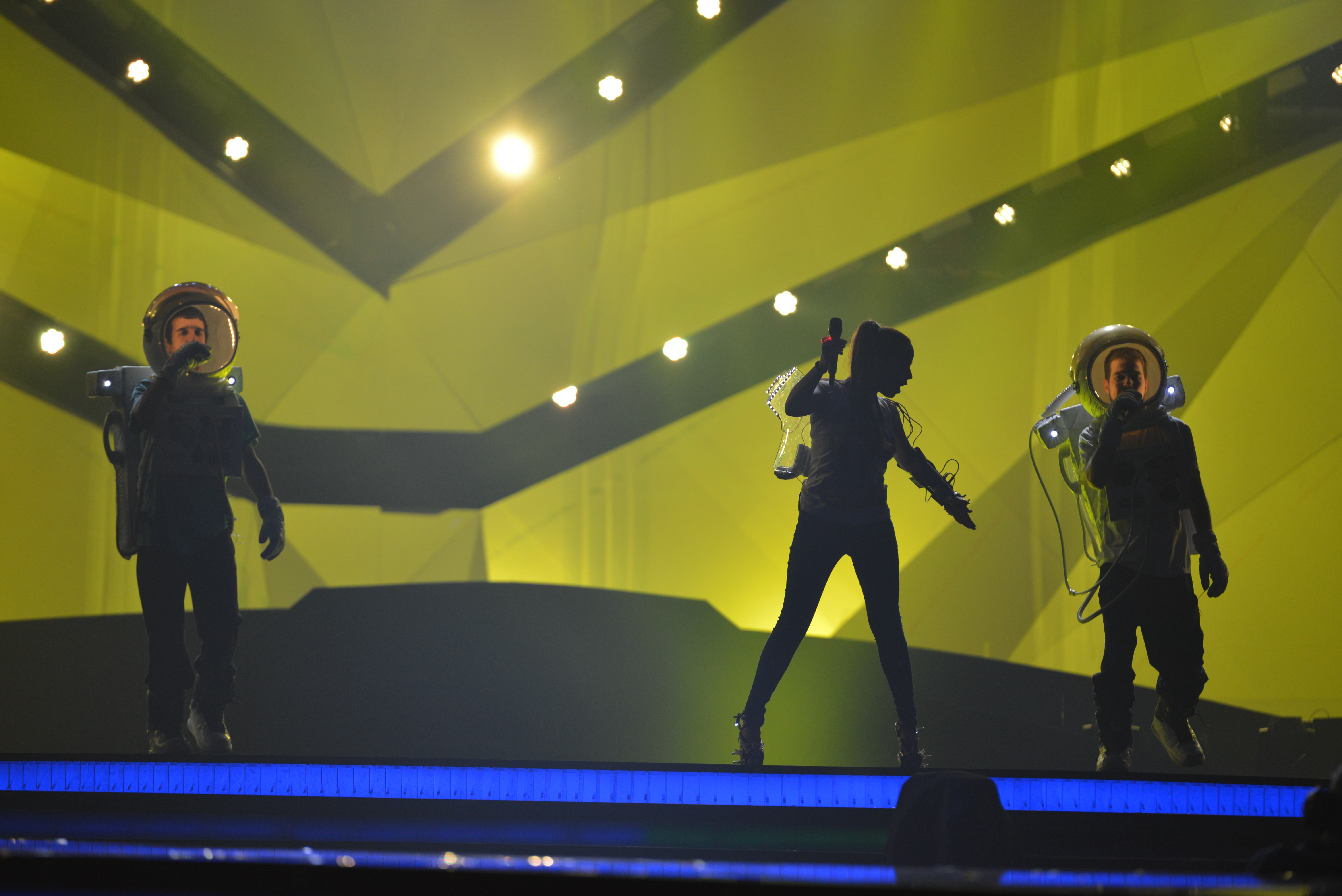
Who See & Nina Žižić 2013
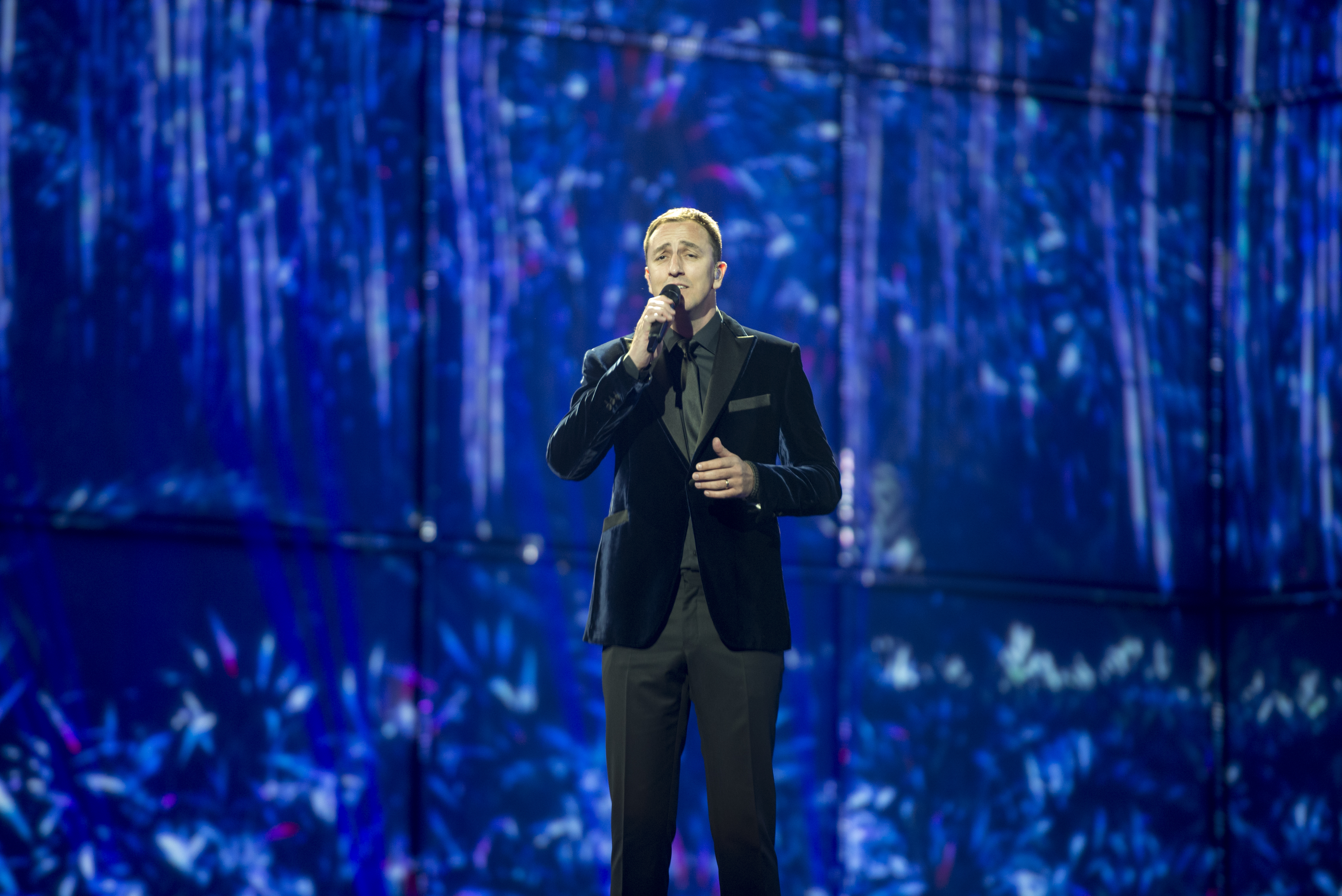
Sergej Ćetković 2014
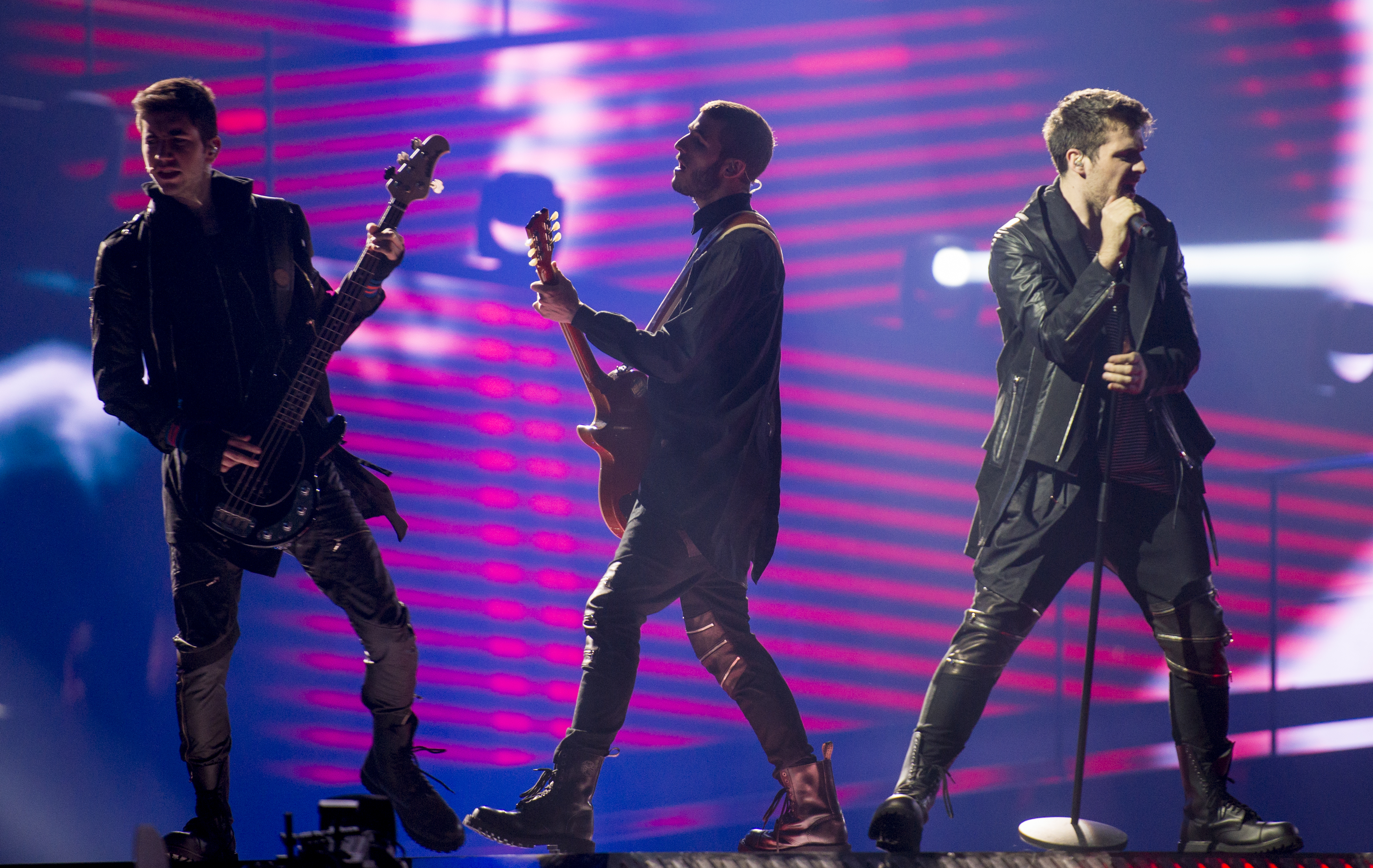
Highway 2016
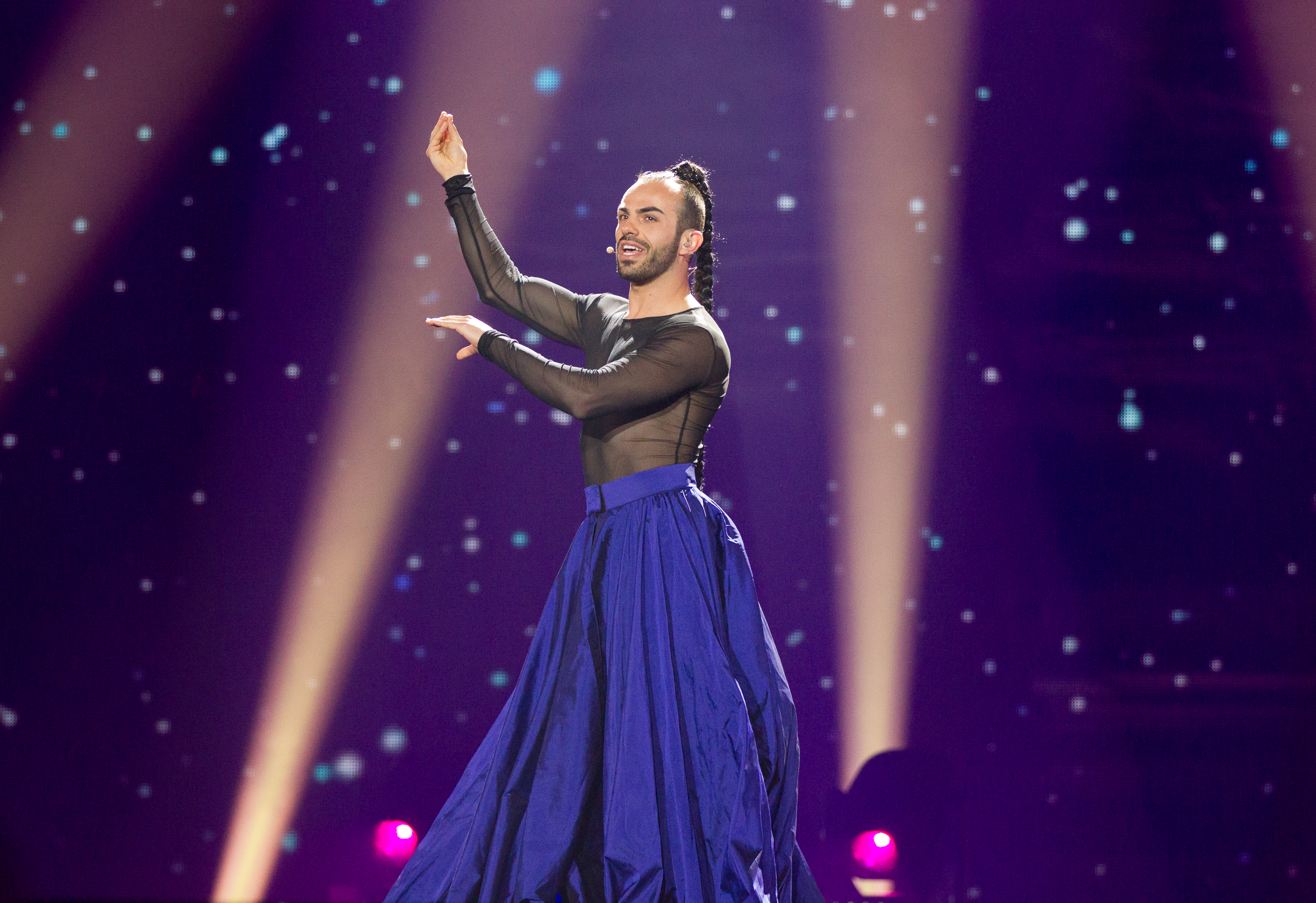
Slavko Kalezić 2017
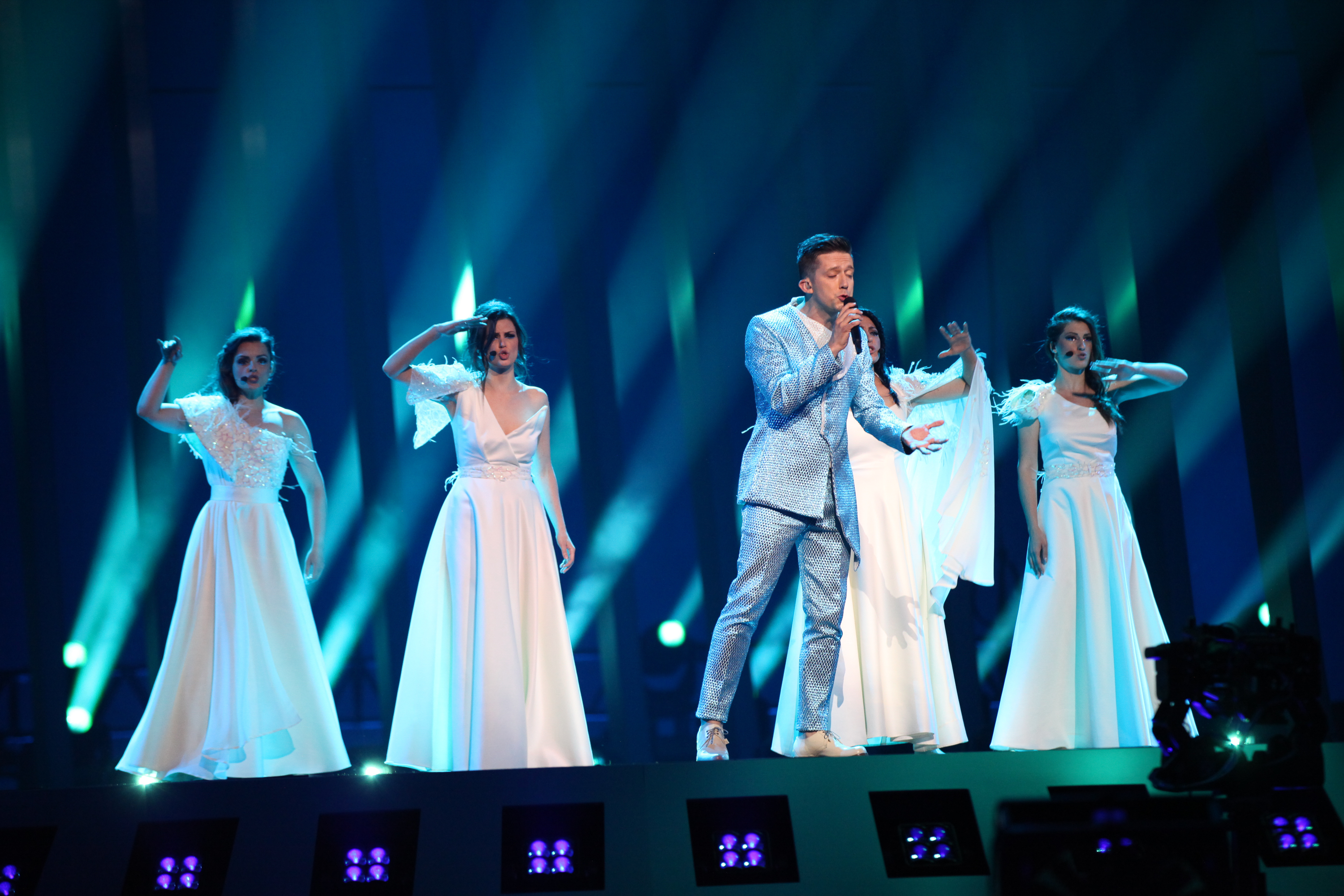
Vanja Radovanović 2018
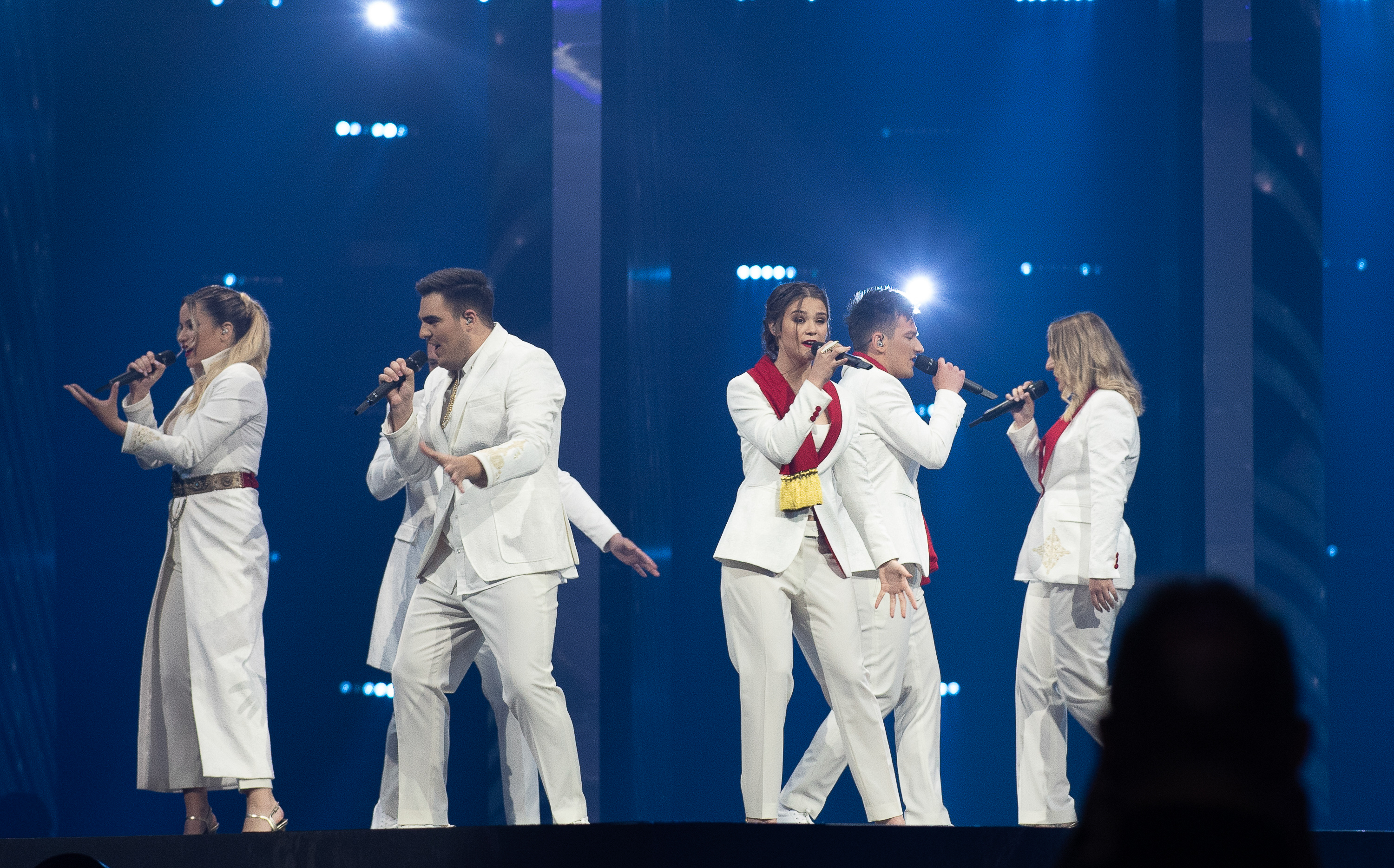
D mol 2019
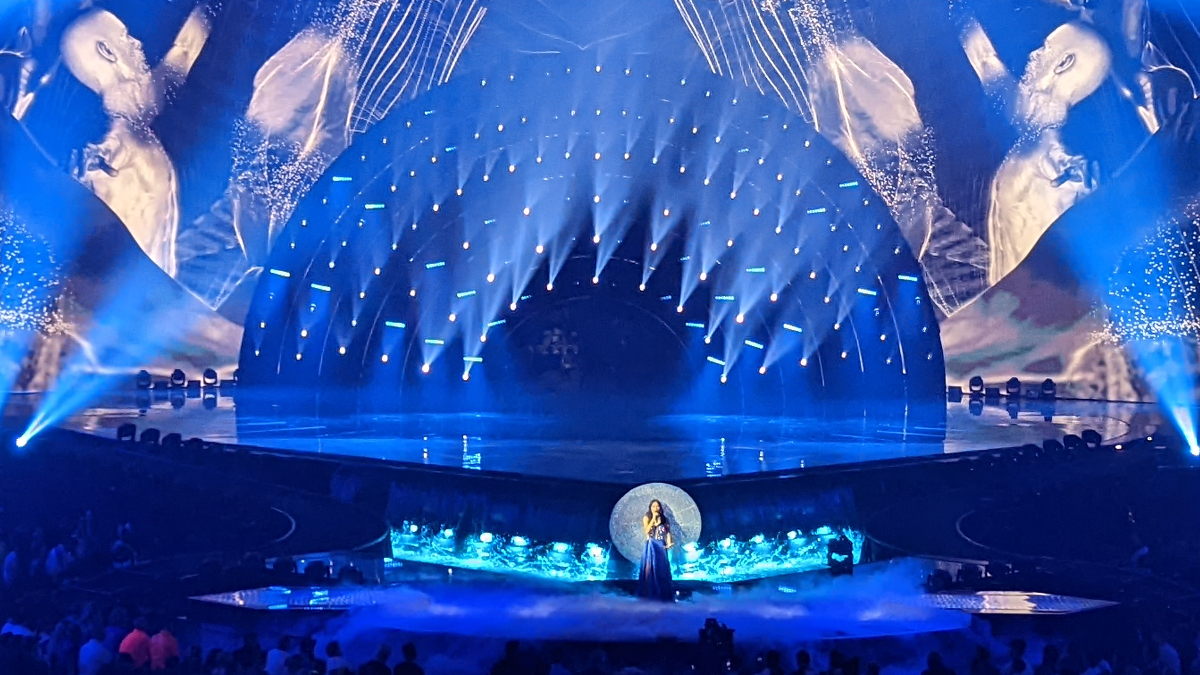
Vladana 2022
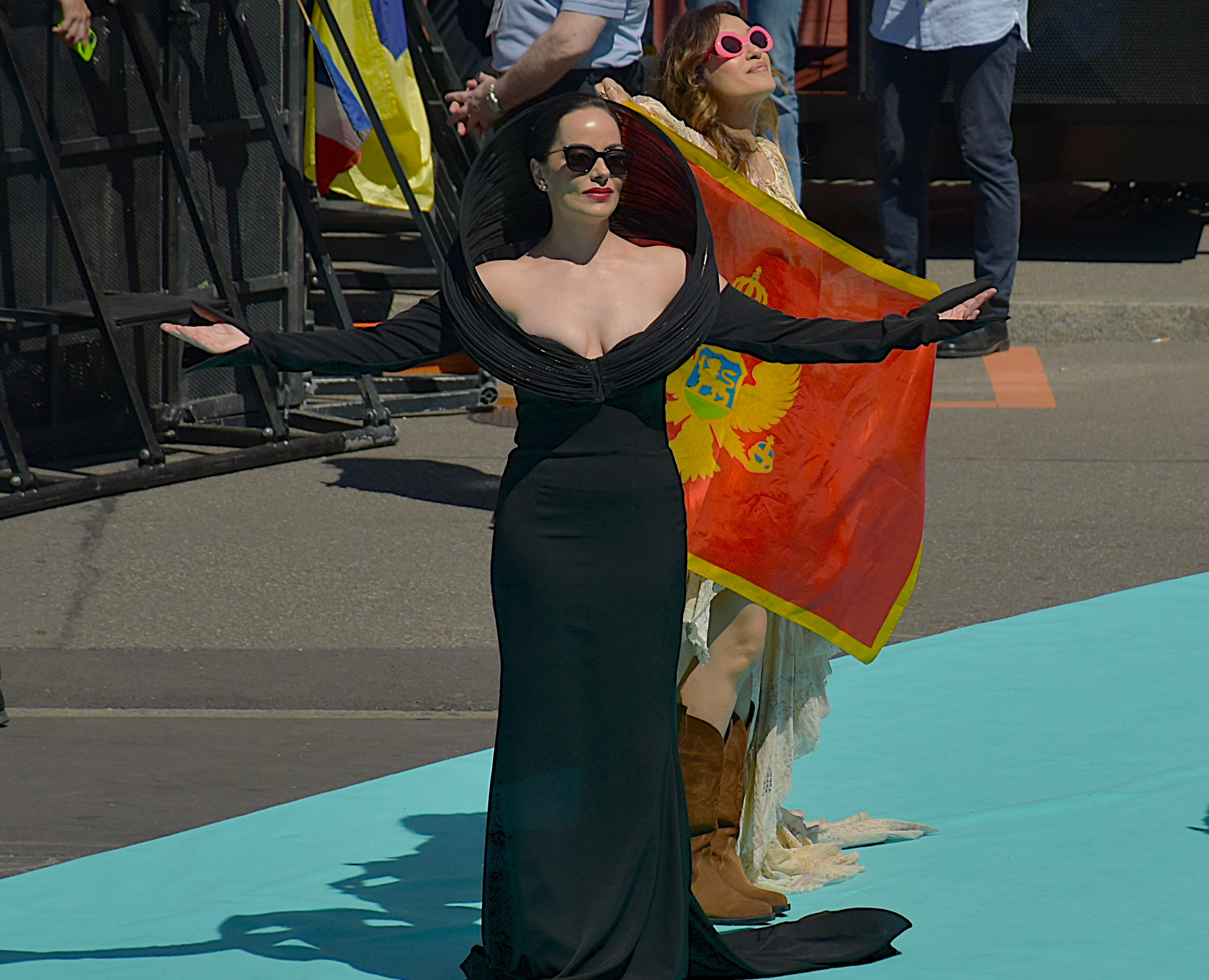
Nina Žižić 2025